# マウナ・ロア
マウナ・ロア（ハワイ語: Mauna Loa）は、ハワイ諸島にある活火山であり、ハワイ島を形成する5つの火山のうちの1つである。ハワイ語でマウナは山、ロアは長いという意味で、マウナ・ロアで「長い山」の意となる。山頂にはモクアーヴェオヴェオ（ハワイ語: Mokuʻāweoweo）と呼ばれるカルデラがある。マウナ・ロアの体積は約75,000 km3であり (富士山は1,400 km3)、地球で最も体積の大きい山でもある。
マウナ・ロアは有史以来、30回を超える噴火が起こっており、1984年の3月から4月にかけて起こった噴火は世界的にも有名である。

## 概要

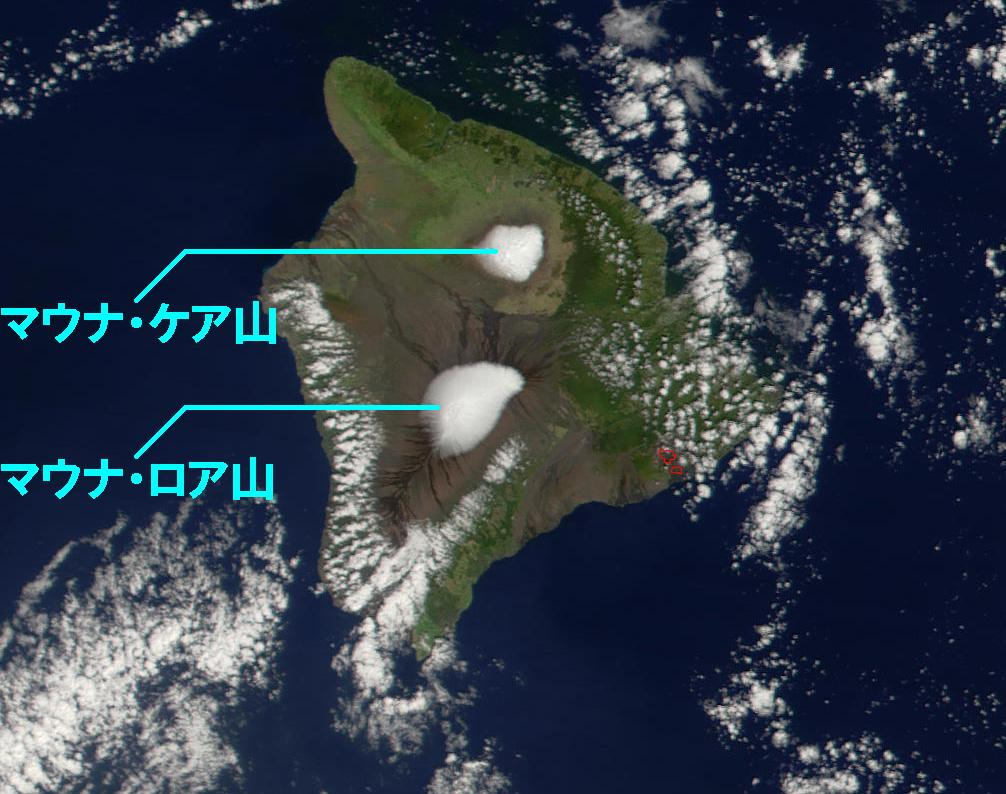
マウナ・ケアとマウナ・ロア

マウナ・ロアは楯状火山であり、その体積はおよそ75,000 km3と見積もられるが、その山峰は隣のマウナ・ケアより約35 m低い。マウナ・ロアから噴出する溶岩は珪長質に乏しく非常に粘度が低い。そのために非爆発的なハワイ型噴火になる傾向にあり火山斜面の傾斜は極めてなだらかである。
火山は少なくとも70万年間にわたって噴火していて、約40万年前に海水準より上に現れた。しかし、岩石の年代測定で知られている最古のものは約20万年前である。そのマグマはハワイ・ホットスポットに由来し、このホットスポットは何千万年もの時間をかけて天皇海山列やハワイ列島を作る原因となってきた。太平洋プレートのゆっくりした動きによって、この火山は最終的にホットスポットからは離れるため、火山は50万年から100万年以内に死火山となると考えられている。
マウナ・ロアの最も有名な噴火は1984年3月24日から1984年4月15日にかけて起こった。最近の噴火による死者は出ていないが、1926年と1950年の噴火は複数の町を壊滅させた。そもそもヒロの一部は19世紀後半からの溶岩流の上に構築されている。人口集中地に及ぼす危険性を考慮して、マウナ・ロアは、世界でも危険性が高い火山の研究を奨励する防災十年火山プロジェクトの対象に選定されていた。マウナ・ロアは1912年以来ハワイ火山観測所 (HVO) によって集中的にモニターされている。大気の観測はマウナロア観測所で、太陽の観測はマウナロア太陽観測所で行われていて、両方がその山頂近くに位置する。ハワイ火山国立公園はこの火山の山頂と南東麓をカバーし、別の火山であるキラウエアを含む。
直近には2022年11月27日に噴火が起き、噴火は現在継続中である（2022年12月4日現在）。
マウナ・ロアを登った最初のヨーロッパ人の記録は、1794年の博物学者アーチボルド・メンジーズ (Archibald Menzies)、ジョゼフ・ベイカー大尉 (当時) (Joseph Baker) ら4人によるものである。気圧計を用いて、メンジーズはその標高を15 m以内の精度で計算した。

## 構造

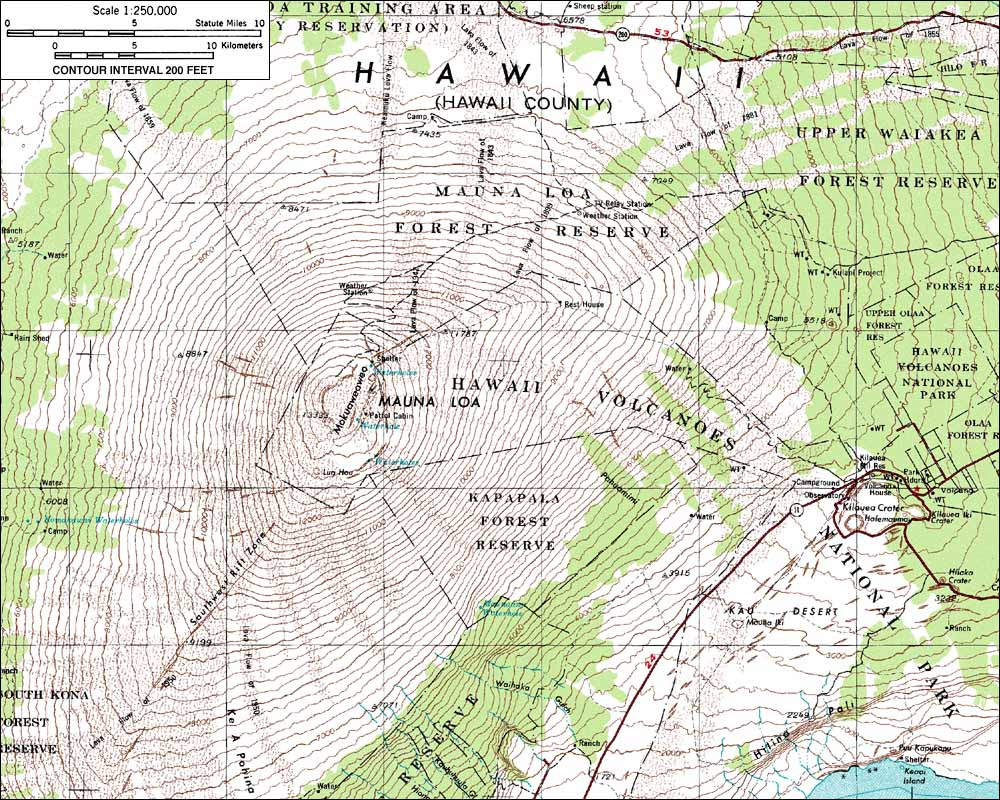
マウナ・ロアの地形図 (1:250,000)

マウナ・ロアは世界最大の楯状火山である。溶岩の粘度が低く極めて流動的なため、斜面がなだらかで盾を伏せたような形である。激しい噴火は稀で、ほとんどの場合で溶岩噴泉から溶岩流が供給されるハワイ型噴火が起こる。典型的な噴火では、始めに数kmにおよぶ割れ目火口が開き、それに沿って溶岩噴泉がいわゆる「炎のカーテン」として出現する。通常では数日間で火山活動は一つの噴火口へと収束していく。
噴火は一般的に、山頂、北東に伸びる割れ目帯、南西に伸びる割れ目帯、という3つの地域で起こる。過去200年間に起きた噴火の約38％は山頂で、31％は北東割れ目帯で、25％は南西割れ目帯で起こった。残りの6％は、割れ目帯から離れた山頂の北西にある複数の火口で起こった。山頂カルデラはモクアーヴェオヴェオと呼ばれ、その直径は3-5 kmである。1,000-1,500年前、北東割れ目帯からの非常に大規模な噴火により山頂の下にあった浅いマグマ溜りが空となり、山頂が崩れてカルデラが形成されたと考えられている。
地震データから火山活動の源であるマグマ溜りの位置が分かる。地震波のうちS波は液体状態の岩石中を進むことができないため、マグマ溜りはS波の伝達を遮る「影」として映る。影の位置から、山頂の約3 km下にマグマ溜りがあり、さらに割れ目帯の下には小さなマグマの塊があることが判明している。
ハワイ島の上を東から西へ吹く貿易風とマウナ・ロアがこの地域の気候に強い影響を持つ。低い標高では、風上である火山の東側に激しい雨が降るためヒロは米国で最も降水量の多い都市である。この降雨が広範囲の森林をうるおしている。風下にあたる西側ははるかに乾燥しており、高い標高では降水量は減る。非常に気温が低いため降水の大半は雪である。このためマウナ・ロア山頂付近は、凍結と融解が地質的に重要な役割を果たす周氷河地域に分類される。

## 地質と歴史

### 起源
マウナ・ロアは70-100万年前に噴火を始め、それ以来現在まで着々と成長を続けてきた。マウナ・ロアは他のハワイ諸島の火山と同様に、地球のマントル深部から上昇するプルームに起因するハワイ・ホットスポットが作ったものである。太平洋プレートは年間10 cmの速度で移動していくが、ホットスポットの位置はマントル深部に対して固定されている。熱いマグマの上昇は火山を作り、マグマの上昇経路の上からプレートの移動によって火山が動かされる前に、個々の火山は数百万年にわたって噴火する。
ホットスポットは少なくとも8000万年にわたって存在し、数々の古い火山で構成される天皇海山列-ハワイ列島はホットスポットから5,800 km近くも伸びている。現在、このホットスポットは、マウイ島のハレアカラ、ハワイ島のフアラライ、マウナ・ロアおよびキラウエア、そしてハワイ島の南に成長しつつある海底火山のロイヒ、という5つの火山にマグマを供給している。マウナ・ロアはこれら5つの中で最大のものであり、キラウエアが現在もっとも激しい火山活動をしている。

### 先史時代の噴火

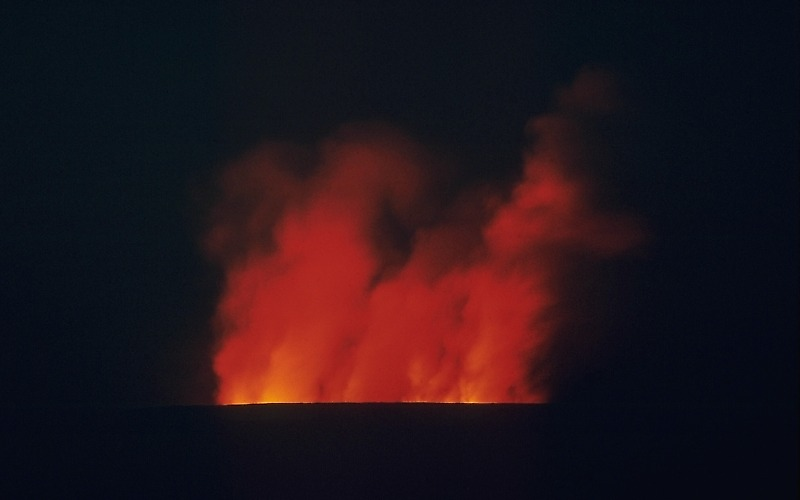
1984年に噴火したマウナ・ロア

マウナ・ロアの先史時代の噴火は溶岩流の下で見つかる炭の断片に放射性炭素年代測定を実行することによって広範囲に分析されている。この山の先史時代の活動史はおそらくあらゆる火山の中でもっともよく分かっている。数々の研究が示すところでは、数百年にわたる山頂での火山活動が優勢な時期に次いで、数百年にわたって活動が割れ目帯に移行し、再び山頂に戻る、というサイクルが起こっていた。2つのサイクルが明瞭に認められ、それぞれ 1,500-2,000年間続いた。この周期的な振る舞いはハワイ諸島の火山の中でもマウナ・ロアに特有のものである。
データは約 7,000年前から6,000年前までマウナ・ロアがほとんど不活性だったことを示している。この活動停止の原因は分かっておらず、現在老年期にあるものを除けば他のハワイ諸島の火山ではこの活動停止は起こっていない。11,000年前から8,000年前の期間、活動は今日より激しかった。しかし、最近10年間で考えれば、マウナ・ロア全体の成長が鈍化していることが示唆されており、ソレアイト質玄武岩楯状火山の構築フェーズ末期にさしかかろうとしていると考えられている。

### 歴史時代の噴火
ハワイ先住民は何世紀にもわたって噴火を目撃してきたと思われるが、文字の記録に残っている噴火は1800年代前半からのものしかない。最初の歴史時代の噴火は1843年に起こり、それ以来33回の噴火が文書に記録されている。これら33回の噴火は火山麓を800 km2にわたって溶岩流で覆った。通常は、噴火は短期間だが激しく、数週間のうちに0.25-0.5 km3の溶岩が噴出した。
1935年に特に大きな噴火があり 、ヒロを脅かすのに十分な規模の溶岩流が発生したため、特別に航空兵力が投入された。アメリカ陸軍航空隊の第23および第72爆撃飛行隊の5機の爆撃機が溶岩流をヒロからそらすために溶岩の前方に爆弾を投下した。
1950年まではだいたい3-4年ごとに噴火が起こっていたが、それ以降は 1975年と1984年に噴火が起こったのみで休眠期が劇的に伸びている。2つの最近の噴火はもっとも広範囲に研究されている。1975年の噴火は 2日しか続かず山頂で起こった。1984年の噴火では山頂から海抜2,900 mまで北西と南東に割れ目火口が開いた。この噴火による溶岩流は再びヒロに迫ったが、噴火が3週間後に終わったときに郊外から約4.0 kmの地点で止まった。

### 現在の活動

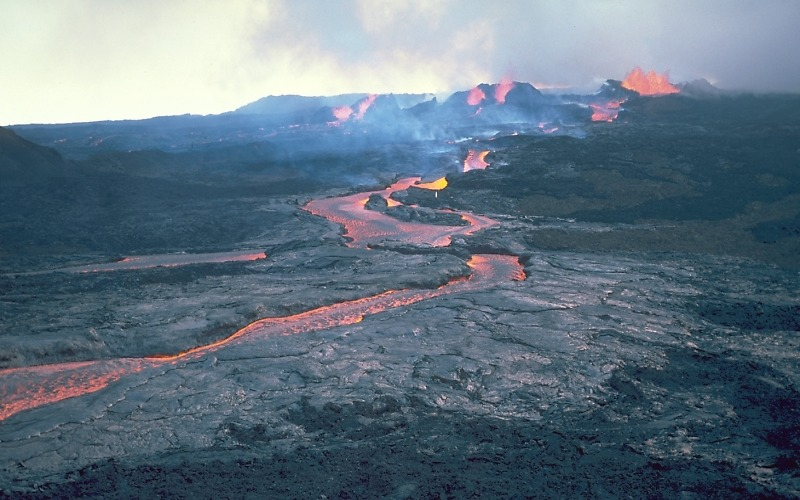
1984年3月にアア溶岩を流す溶岩噴泉

地震活動は2002年まで低いままだったが、2002年に突然に膨張が始まって、カルデラ壁は年間5 cmの速度で離れはじめている。これは山頂の約5.0 km下にあるマグマ溜まりにマグマが補充されつつあることを示すと考えられている。この膨張は間欠的で、ときどき膨張速度が落ち、時には数週間停止することもある。しかし、これまでのところ膨張は常に再開しており、これは数年以内に噴火が起こる可能性が高いことを示している可能性もある。膨張は地震活動の増大にともなって起こっている。群発する深い地震は2004年7月に始まり、この年の終わりまで続いた。地震は最初の3週間は1日に1回の割合で検知されていたが、その後しだいにその数を増し、年末には1日に15回程度になった。群発地震は2004年12月に終わり、それ以来地震レベルは穏やかに上昇しているのみである。

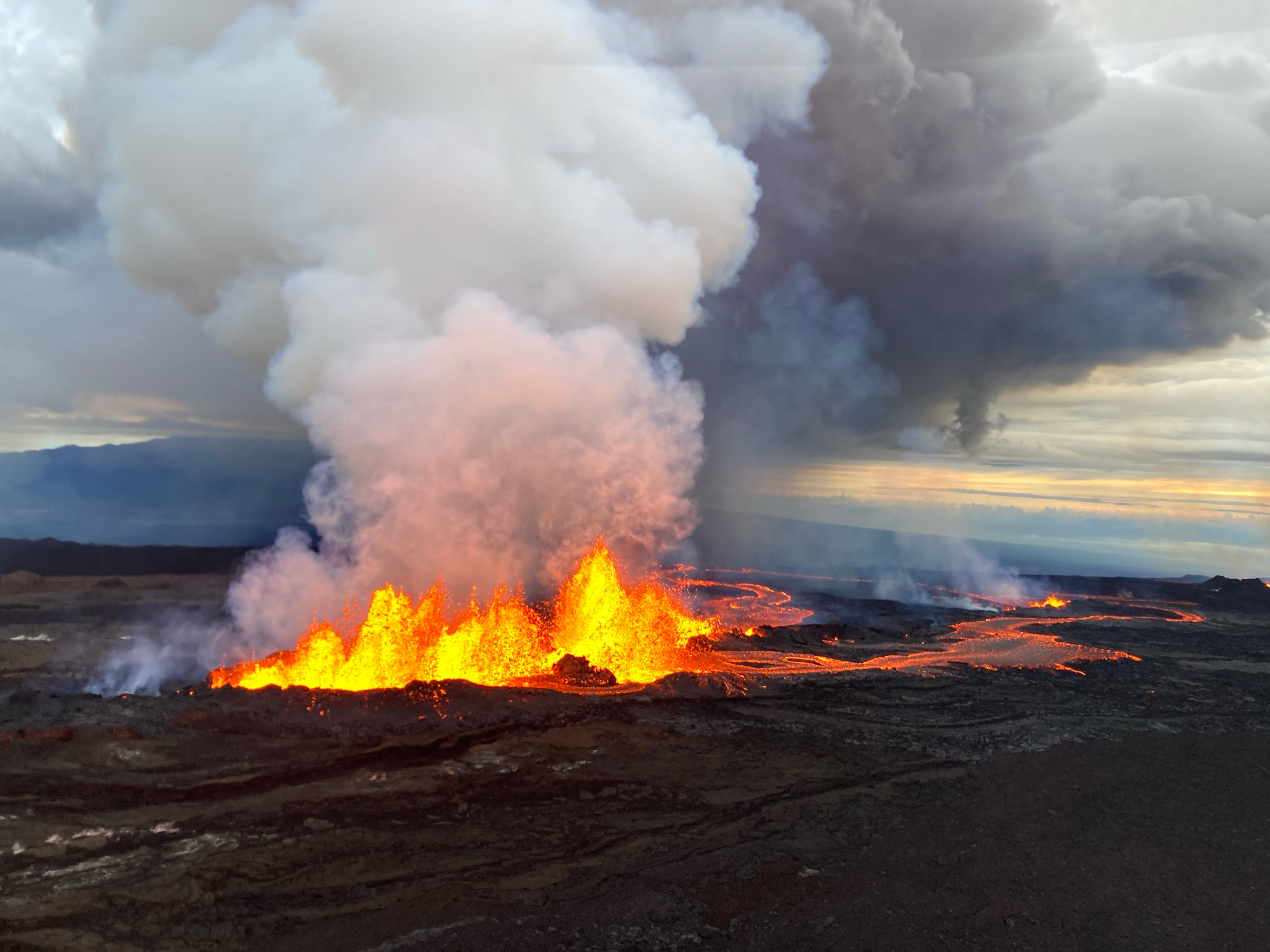
割れ目3からの噴火（2022年11月29日）

最近では、1984-85年の噴火で流動性のアア溶岩の流れがヒロの町に迫って以来しばらく休止状態であったが、2022年11月27日午後11時30分（日本時間28日午後6時30分）ごろから12月初旬にかけて38年ぶりに大きな噴火があり、山頂付近への立ち入りが禁止され、周辺の道路数本が閉鎖されたほか、被害の予防措置として避難所2か所が開放された。数条の割れ目から出た溶岩の流れのひとつが、ハワイ島東西（ヒロ～カイルア・コナ）の交通量が多いサドル・ロードに2.7キロメートルまで迫った。

## キラウエアとの関係

ハワイ島を形成する5つの火山

キラウエアはマウナ・ロアの南麓に位置し、かつてはマウナ・ロアの衛星火口だと考えられていた。しかし、2つの火山が作る溶岩が化学的に異なることは、浅い部分にそれぞれ別のマグマ溜りを持つことを示す。ただし、両火山の活動パターンは相関しているとも解釈できる。
2つの火山間の分かりやすい相関として、一方の火山活動が活発な時期と他方の活動がおだやかな時期がそれぞれ重複するということである。たとえば、1934年から1952年の間、キラウエアは休止しマウナ・ロアだけが活発であったが、1952年から1974年の間は、キラウエアが活発でマウナ・ロアが休止していた。
1984年のマウナ・ロアの噴火はキラウエアが噴火している間に始まったが、キラウエアの噴火への影響は認識されなかった。しかし火山活動の間どうしに相関があるように火山がもう一方の活動に影響するように見えることもときどきある。最近のマウナ・ロア山頂の膨張はキラウエアのプウ・オオ火口における新しい大規模な溶岩流が停止したのと同じ日に始まった。地質学者たちはマウナ・ロア深部のマグマ供給系に注入されるマグマの「パルス」がキラウエア内部の圧力を増大させて噴火の引き金を引くのかもしれないと示している。

## 危険
ハワイ島における火山噴火が死者を出すことは滅多にない。20世紀に起こった火山活動が原因の死者は1924年にキラウエアで発生した一件のみである。このとき、通常見られない爆発的噴火が飛ばした岩石が見物人に当たり、一人が死亡した。マウナ・ロアは防災十年火山の一つであった。これは頻発する噴火と居住地域への近さに鑑みて特別の調査に値すると認定されたことを意味する。この火山の近くにある多くの町と村が過去200年に噴出した溶岩の上に構築されていて、将来の噴火が居住地域に損害を与える可能性は非常に高い。

### 溶岩流

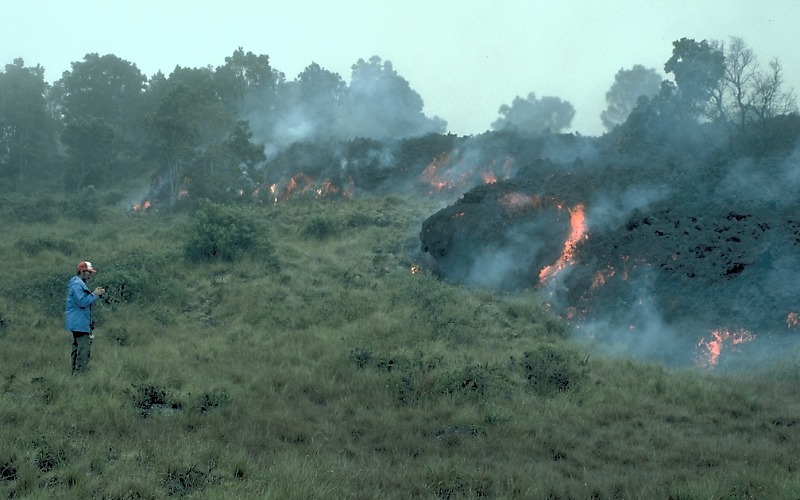
1984年の噴火で植生の上を流れる溶岩流

マウナ・ロアの主な火山活動による危険は溶岩流である。たいていの溶岩流は人が歩くペースぐらいで前進し、ほとんど人命に対する危機とはならない。しかしマウナ・ロアの噴火はキラウエアより激しくなることもある。例えば、1984年の噴火では、キラウエアの現在の噴火が3年で排した量と同程度の溶岩を3週間で排出した。こうした高い排出率の場合、溶岩流は比較的速く流れる。
マウナ・ロアの2つの噴火により村が破壊されたことがある。1926年、ホオープーロア・マカイ村 (ハワイ語: Hoʻōpūloa Makai) が溶岩流に飲み込まれた。1950年、マウナ・ロアで観察史上最大量の噴出が発生し、放出された溶岩流が海に突進した。1950年6月2日、ホオケナ・マウカ村 (ハワイ語: Hoʻokena Mauka) が前進する溶岩流によって破壊された。ヒロ地区は、その一部が1880年の噴火からの溶岩の上に構築され、さらなる溶岩流の危険にさらされている。短期間ではあったものの激しい1984年の噴火では、溶岩流がヒロ地区に向かって流れたものの、噴火が止まった時点ではどの建物にも溶岩流は到達してなかった。

### 山麓崩落
マウナ・ロアでは滅多に起きない、大きな危険とは火山山麓が突然崩落する可能性である。ハワイ諸島の山の側面の大きな部分が深い断層によって徐々に滑り落ちることがある。最もよく知られている例はヒリナ地滑りである。ニノレ・ヒルズにはもっと古代に起こった例がある。ときどき、巨大地震は山麓の崩落の引き金となり、大規模な地滑りを作って津波を引き起こす。マウナ・ロア西麓にあるケアラケクア湾はこのようなイベントによって作られた。ハワイ列島に沿って多数の海底地滑りがあることが海中調査によって明らかになっており、2回の巨大津波が起こったことが分かっている。20万年前にモロカイ島は75 mの津波を経験し、10万年前にラナイ島を高さ325 mの巨大津波が襲った。
地滑りにともなう最近の危険な例は1975年に起こった。この時、ヒリナ地滑り (Hilina Slump) が突然数m動いた。これによりマグニチュード7.2の地震が起こり、数mの高さの津波を起こした。

## 監視

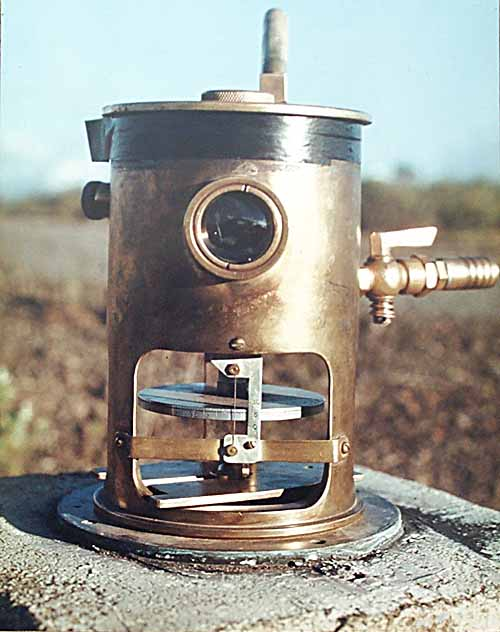
マウナ・ロアに設置された傾斜計。山体の輪郭の非常に小さな変化を測定することによって噴火を予知するのに使われる。

マウナロア観測所で測定された大気中のCO2濃度。

マウナ・ロアは集中的に監視されている火山である。ハワイ火山観測所 (HVO) は1912年にハワイ諸島の火山を観測するために設立され、HVOはマウナ・ロアと他の火山の噴火が差し迫る時期を予知するのを助ける多くの技術を発展させてきた。
最も重要な計器の一つは地震計である。ハワイ島に設置された60個以上の地震計は1週間に何百回も起きる小地震の強さと位置を測定する。地震波噴火が実際に始まる数年前に増加し始める。1975年と1984年の噴火はいずれも深さ13 km以下の地震活動の増加が1、2年前に先行した。
別のタイプの地震活動が噴火の数時間前に起こる。いわゆるハーモニック微動は、突然の衝動である普通の地震活動と違って連続的な「鳴動」であり、地下のマグマの素早い動きによって引き起こされると考えられている。火山微動は普通は噴火が差し迫っていることを示すが、地表に達しない浅いマグマの貫入によって起こることもある。
地下で起こっていることを示すもう一つの重要な指標は山の形である。傾斜計は山の輪郭の非常に小さな変化を計測し、高感度装置は山の各ポイントの間の距離を測定する。マグマが山頂と割れ目帯の下の浅いマグマ溜まりを満たすにつれて、山は膨張する。カルデラを差し渡すラインの調査は1975年の噴火の前年に76 mmの直径の増加を計測し、同様の増加は1984年の噴火の前にもあった。

## 観測所
マウナ・ロアは全球大気監視計画や他の科学観測による大気モニタリングにとって重要な場所となっている。マウナロア太陽観測所 (MLSO) は海抜3400メートルの北側の斜面に建設されており、太陽観測において優れた結果を残している。NOAAマウナロア観測所 (MLO) はそのすぐそばにある。MLOは局地的な大気の影響を受けない高度に位置していることを利用して、温室効果ガス二酸化炭素を含む、全地球的な大気の観測を行っている。測定値は火山からのCO2放出量を調整される。大気中の二酸化炭素の割合の計測は1958年から行われており、地球温暖化に関するデータが収集されている。2006年10月から、マイクロ波背景輻射非等方性観測アレイ (AMIBA) が宇宙の起源を調査している。

## 登山コース
『日本奥地紀行』でも知られているイギリスの女性旅行家イザベラ・バードも『イザベラ・バードのハワイ紀行』で1873年にマウナ・ロアへ登った記録を残していて、噴火警報が出ていない時には登山可能である。登山コースには3つあり、まず南東コースはハワイ州道11号線のアイナポ（海抜：2,700ft＝818m）から登るアイナポ・トレイル（Ainapo Trail）で途中に１つシェルターがあるだけで、頂上のモクアーヴェオヴェオ・カルデラの南東縁にあるマウナ・ロア小屋（Mauna Loa Cabin、13,330＝4,039m））へ達する。次に東コースはハワイ火山国立公園入口の近く（4,000ft＝1,212m）から出るマウナ・ロア道路でマウナ・ロア展望台＆駐車場（6,662ft＝2,019m））で駐車し、そこからマウナ・ロア・トレイルで（Mauna Loa Trail）をプウ・ウラウラ（赤い丘）小屋（10,035ft＝3,040m）を経て頂上カルデラの東縁へ着く。
日帰り登山ができるのは北東コースで、ハワイ州道200号線上のプウ・フルフル（6,758ft＝2,048m）から観測所トレイル（Observatory Trail）でマウナ・ロア（気象）観測所（11,464ft＝3,474m）まで車で上り、その後は6マイル（9キロメートル）の溶岩原上の歩きで頂上カルデラの西縁の最高点（13,677ft＝4,170m）へ着く冬季は雪も積もることがあるのでほぼ登山不可能で、その他の季節も頂上は4000メートルなので冬登山の装備で、十分な食料、水の携帯が必要。